# Shahrisabz
Shakhrisabz (tiếng Uzbek: Шаҳрисабз Shahrisabz; tiếng Tajik: Шаҳрисабз; tiếng Ba Tư: شهر سبز, đã Latinh hoá: shahr-e sabz (thành phố xanh / thành phố xanh tươi); tiếng Nga: Шахрисабз); tiếng Nga: Шахрисабз), là một thành phố nằm ở tỉnh Qashqadaryo, miền nam Uzbekistan, nằm cách khoảng 80 km về phía nam của thành phố Samarkand. Thành phố nằm ở độ cao 622 mét so với mực nước biển và có dân số 100.300 (2014). Trong quá khứ, thành phố từng có tên là Kesh hoặc Kish, là một trong những thành phố lớn nhất Trung Á, và là đô thị quan trọng của Sogdiana. Ngày nay, nó chủ yếu được biết đến là nơi sinh của hoàng đế Timur Lenk xuất thân Thổ Nhĩ Kỳ-Mông Cổ vào thế kỷ 14.

## Lịch sử
Trước đây thành phố có tên là Kesh hoặc Kish và nó là một trong những thành phố cổ nhất của Trung Á. Nó được thành lập từ hơn 2700 năm trước đây. Tên của nó được chính thức đổi thành Shahrisabz trong kỷ nguyên hiện đại. Từ thế kỷ thứ 6 đến thế kỷ 4 TCN nó là một phần của đế chế Akhemenid.
Alexander Đại đế cùng với Ptolemaios chiếm được phó vương của Bactria và chinh phục được Ba Tư, Bessus tạo thành một đế chế Achaemenid rộng lớn. Alexander đã dành mùa đông để gặp vợ mình là Roxanna tại đây vào năm 328-327 TCN. Trong suốt thời kỳ này, Kesh là một trong những trung tâm quan trọng của Sogdiana. Các bức tường thành phố đã được cải tạo vào cuối thời kỳ Achaemenid. Tên của nó đã chính thức được đổi thành Shahrisabz trong thời kỳ hiện đại.
Vị tướng của Alexander Đại đế là Ptolemaios I Soter là người đã đánh bại Bessus tại Nautaca và chấm dứt đế chế Achaemenid vĩ đại. Alexander Đại đế đã gặp vợ của mình là Roxana tại đây vào năm 328-327 trước Công nguyên. Giữa năm 567 và 658, các nhà cai trị Kesh đã phải trả thuế cho các Khả hãn của Turk và Tây Turk. Đến năm 710, thành phố bị người Ả Rập chinh phục, và sau cuộc chinh phục của Mông Cổ ở Khwarezmia vào thế kỷ 13, khu vực nằm dưới sự kiểm soát của những người Barla, tất cả các dòng dõi của họ dường như có mối liên kết với khu vực này. Kesh là nơi sinh của Timur vào năm 1336, trong gia đình của một tù trưởng Barla địa phương và trong những nằm đầu của triều đại Timur, thành phố được hưởng sự bảo trợ đáng kể của ông. Timur coi Kesh là thị trấn quê hương của mình, và dự định cuối cùng là sẽ đặt ngôi mộ của ông tại đây. Tuy nhiên, trong thời gian trị vì của mình, trung tâm của triều đại của ông đã chuyển sang Samarkand.

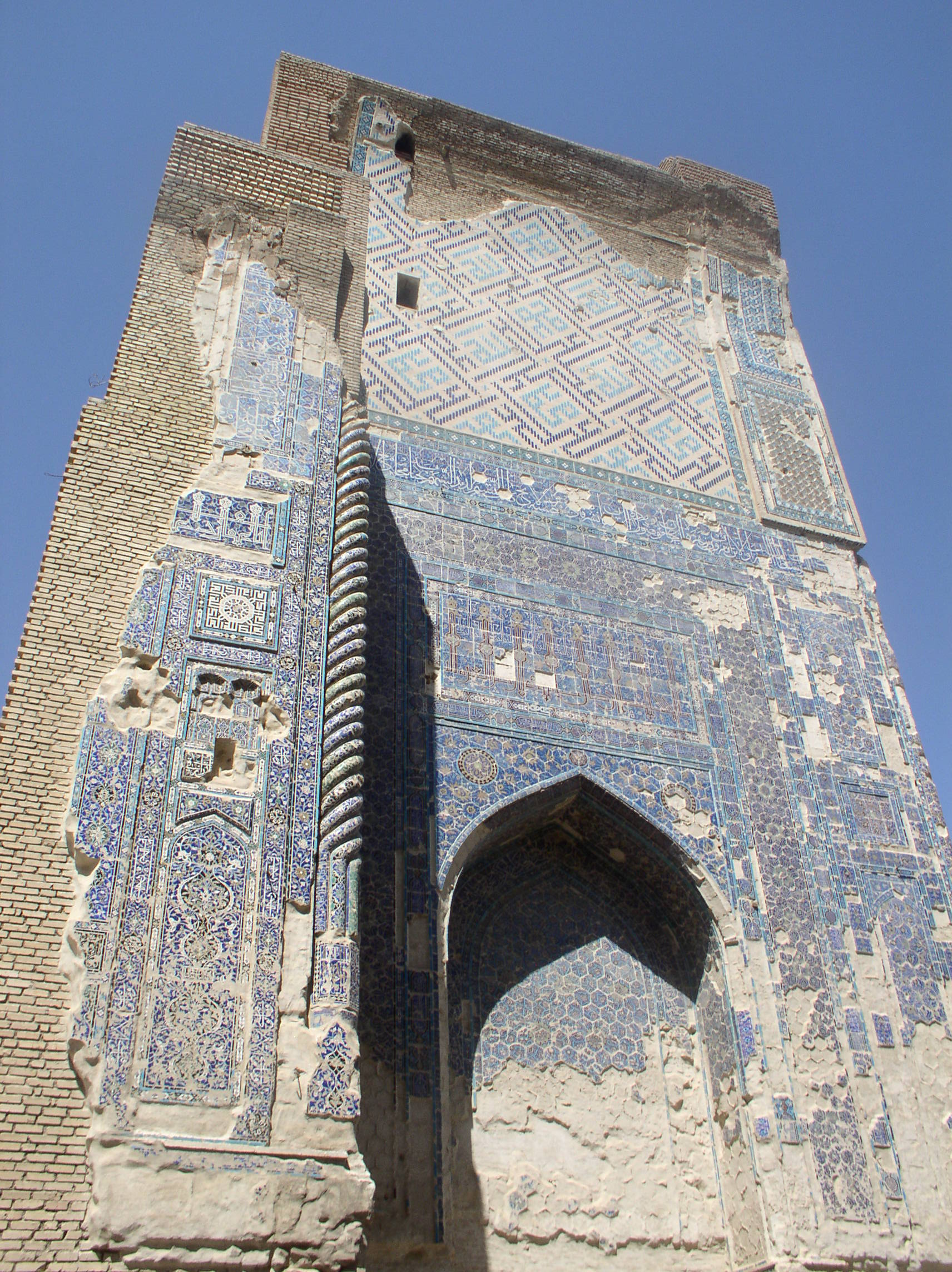
Cổng tháp khổng lồ cao 65 mét của cung điện Aq-Saray.

## Địa điểm lịch sử
Một số di tích còn lại từ triều đại Timurid đã trở thành khu lịch sử của thành phố được UNESCO ghi vào danh sách di sản thế giới vào năm 2000.
- Cung điện Aq-Saray
  - Cung điện Mùa hè Timur

Là công trình vĩ đại nhất trong số các công trình do vua Timur xây dựng. Nó được xây dựng vào năm 1380 bởi các nghệ nhân từ ốc đảo Khwarezm. Nhưng công trình này đã bị phá hủy, chỉ còn lại dấu tích của cổng tháp khổng lồ cao 65 mét với đá xanh, trắng vàng được khảm rất tinh xảo.
- Nhà thờ Hồi giáo Kok Gumbaz

Đây là tổ hợp bao gồm 6 nhà thờ Hồi giáo được xây dựng năm 1437 bởi Ulugh Beg. Nằm sau nhà thờ là một lăng mộ được xây dựng năm 1438.
- Khu phức hợp Hazrat-i Imam

Phía đông của Kok Gumbaz là một lăng mộ có tên là Dorus-Saodat, trong đó có các lăng mộ của Jehangir, con trai cả của Timur. Nhà thờ Hồi giáo liền kề được cho là ngôi mộ của một lãnh tụ Hồi giáo được tôn kính thế kỷ thứ 8 có tên là Amir Kulal.
- Ngôi mộ của Timur

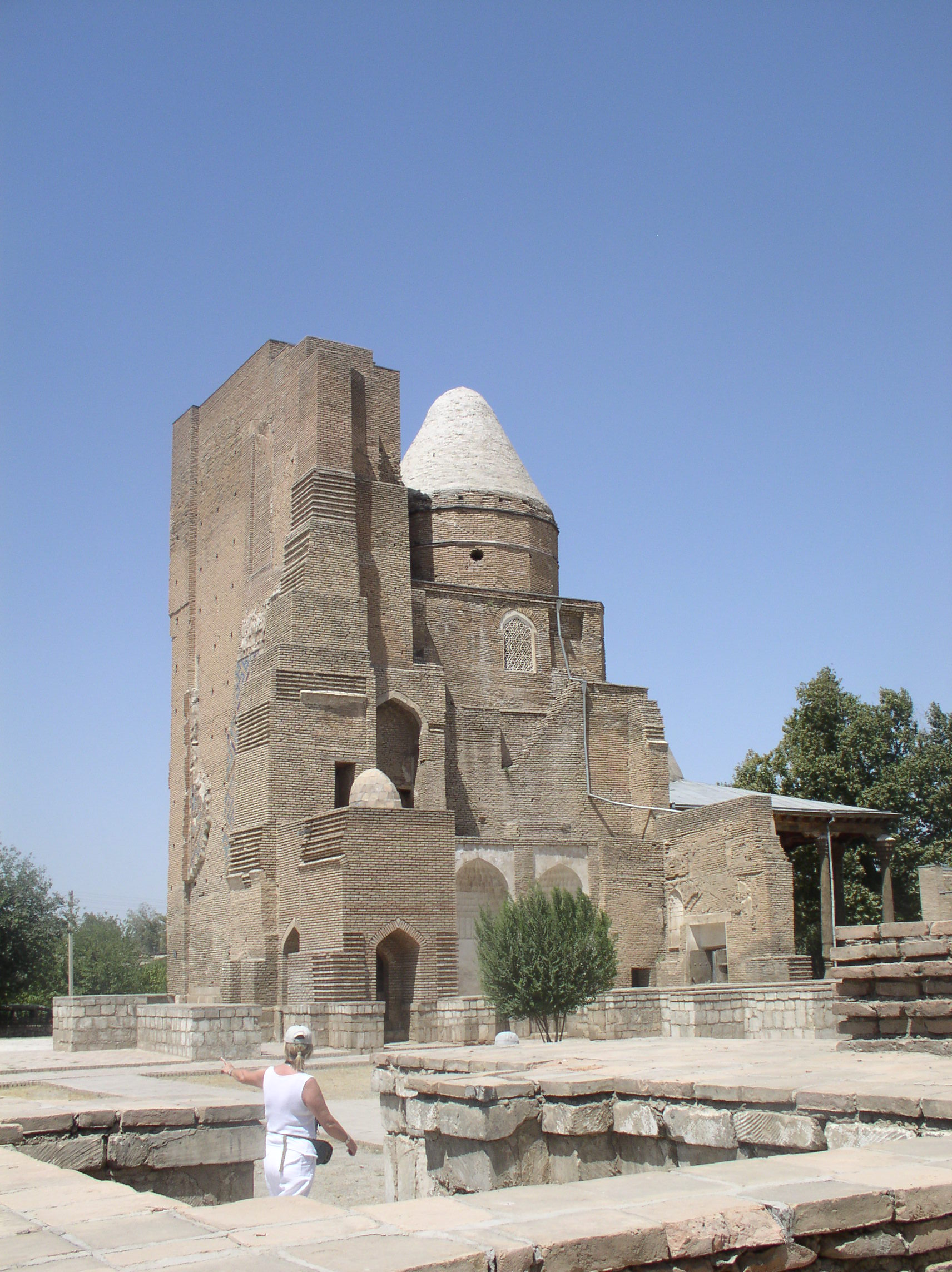
Lăng mộ Dorus-Saodat

Phía sau Hazrat-i Imam là một hầm trú ẩn với một cánh cửa dẫn đến một căn phòng sâu dưới lòng đất được phát hiện bởi các nhà khảo cổ vào năm 1943. Các phòng có một quan tài bằng đá duy nhất, trên đó khắc chữ chỉ ra rằng nó được để dự định cho thi hài của Timur khi ông qua đời. Tuy nhiên, ông được chôn cất tại Samarkand chứ không phải ở Shahrisabz, và bí ẩn về ngôi mộ của ông ở Shahrisabz có hai xác chết chưa được xác định rõ danh tính.
Ngoài ra là một số công trình bao gồm tổ hợp chợ được xây dựng vào thế kỷ 18 và phòng tắm thời Trung cổ.